# Rundetårn
Rundetårn (opr. stavemåde: Runde Taarn) er et 41,55 meter højt observationstårn, der ligger i Købmagergade i Indre By, København. Højden på 34,8 meter refererer kun til udsigtsplatformens højde over gadeniveau. Dertil kommer observatoriet, som er 6,75 meter højt. Tårnet er særligt kendt for sin spiralgang, der fører næsten hele vejen op til udsigtsplatformen.

## Historie og udførelse
Kong Christian 4. opførte det højst originale bygningskompleks bestående af Trinitatis Kirke og Rundetårn. Byggeriet af tårnet blev påbegyndt i 1637, og i 1642 stod det færdigt, mens kirken først byggedes færdig i 1656.
Ordet Trinitatis (genitiv af lat. Trinitas, "Treenigheden") hentyder muligvis til kompleksets tredobbelte funktion: Kirken skulle være studenter- og universitetskirke, tårnet tjente til opgang til universitetsbiblioteket som indrettedes på loftet over kirken, og på dets øverste platform fandtes universitetets astronomiske observatorium.
I århundredernes løb er der sket ændringer i bygningernes brug. Kirken blev sognekirke (og den husede i en årrække Vor Frue menighed, som blev hjemløs efter ødelæggelsen i 1807). I 1861 flyttedes bibliotek og observatorium til nye, mere tidssvarende bygninger på arealet på Øster Vold.
Rundetårn har (bortset fra allerøverst) ikke trapper, men en bred, spiralformet gang belagt med mursten på højkant, der fører helt op til en udsigtsplatform. Konstruktionen er formentlig valgt for at en hest med vogn kan køre op til biblioteket og næsten op til observatoriet og dermed lette transporten af både de mange bøger og de tunge astronomiske instrumenter. Tsar Peter den store af Rusland og hans hustru benyttede sig af muligheden for at komme op på denne alternative vis under deres besøg hos Frederik 4. i 1716, da de to fyrster aftalte at gøre landgang i Skåne ved hjælp af 20.000 russiske soldater, der gik i land nord for København. Felttoget blev ikke til noget, men tsaren fik redet til tops i Rundetårn på sin ganger, mens tsarinaen kom bagefter i karet. En senere myte vil vide, at tårnet blev bygget med trapper og først ombygget ved tsarens besøg. Det har dog intet på sig, tårnet er bygget med spiralgangen.
Rundt om udsigtsplatformen på toppen står et smedejernsgitter fra 1643 lavet af Christian d. 4.s hofsmed Caspar Fincke. Det er i nyere tid blevet suppleret af et indvendigt ca. to meter højt gitter til at forhindre at folk falder eller kaster sig ud.
Fra begyndelsen var det astronomiske observatorium en vigtig del af tårnets funktion.
Så berømte videnskabsmænd som Ole Rømer og Horrebow har arbejdet i observatoriet. Den forskningsmæssige brug af stedet er opgivet, men siden 1929 har der været folkeobservatorium under kuplen på tårnets top.
Tårnet er udelukkende bygget til astronomiske observatorium og fungerer ikke som "kirketårn" idet klokkerne hænger i en tagrytter i kirkens modsatte ende.

### Ole Rømers planetmaskine
På væggen over toppen af sneglegangen hænger Rundetårns planetmaskine, der viser de 6 inderste planeter i solsystemets aktuelle stilling; Solen, Merkur, Venus, Jorden, Mars, Jupiter og Saturn. Maskinen er drevet af et ur, der skal trækkes op ugentligt. Den første planetmaskine i Rundetårn blev opsat af Ole Rømer i 1697 i loftet i toppen af tårnet. Oprindeligt benyttede maskinen Tycho Brahes verdensbillede, hvor Jorden er i centrum, mens de andre planeter bevæger sig rundt om solen. Senere blev maskinen ændret, så den både kunne vise Tycho Brahes verdensbillede og det kopernikanske med solen i centrum. Efter Københavns brand i 1728, hvor maskinen blev ødelagt, blev maskinen repareret - og denne gang kun til at vise det kopernikanske verdensbillede. I 1822 fik maskinen sin nværende lodrette placering, i i starten af det 20. århundrede blev urværket føjet til.

## Inskriptionen
Af stor interesse er inskriptionen på Købmagersiden af tårnet, det omfatter tetragrammatonnet.
Øverst på Rundetårns facade findes en forgyldt inskription: en rebus. Christian 4.s egenhændige skitse til den opbevares i Rigsarkivet.
Rebussen kan tolkes på denne måde:
Den rette lære ("DOCTRINAM") og ("ET") retfærdighed (sværdet) léd, ("DIRIGE") Gud, (יהוה, "HWHJ", konsonantskriften hebraisk som skrives fra højre mod venstre, altså JHWH, med middelalderlige vokaltegn for Adonaj (min Herre) under, i alt Jehova) ind i ("IN") hjertet (det røde hjerte) på den kronede (kronen) Christian IV (C'et med firtallet i), 1642 (1642 er året for Rundetårns fuldendelse). Altså: Gud, led den rette lære og retfærdighed ind i hjertet på den kronede Christian IV.
Den folkelige udlægning af rebussen blev:
Doktoren med kniv dirigerer krimskrams ind i hjertet på Christian 4.

## Historien om flytningen af Rundetårn
I 1890'erne voksede trafikken kraftigt i København, og den smalle passage mellem Rundetårn og Regensen var en flaskehals. Foreningen til Hovedstadens Forskønnelse anmodede i 1896 arkitekten Martin Borch om et forslag til en buegang gennem Regensens stueværelser. Planerne blev indsendt til Magistraten, men der skete ingenting.
Arkitekten Anton Rosen kom med et forslag i 1898 til løsning af trafikproblemet: Rundetårn skulle flyttes til østsiden af kirken. Flytningen skulle foregå på ruller, og ingeniør N. C. Schouboe havde beregnet, at skulle kunne ske uden problemer. Flytningen krævede af pladshensyn, at Købmagergade 52 skulle nedrives. Debatten gik højt, og der kom bl.a. også forslag om at fortovet skulle føres lige gennem Rundetårn. På baggrund af debatten omarbejdede Rosen sit forslag: tårnet kun skulle flyttes til hjørnet af kirken, der skulle sættes en stor rotunde på tårnet, og hele kirkeloftet skulle sænkes, så bibliotekssalen forsvandt. Formålet var at få tårnet til at virke højere:
For at Tilvejebringe det paa Skitsen angivne Forhold mellem Taarnets Höjde og Kirkens, har jeg tænkt mig at man fjernede det meningslöse Pakloft der findes over Kirken.
Det hele endte dog i 1907 med at Magistraten vedtog Borchs forslag, og buegangen blev gennemført året efter. Den enkleste løsning, at gøre Købmagergade til gågade, blev først gennemført i 1972.

## I populærkultur
Rundetårn har været benyttet som lokation i en lang række danske film og tv-serier, hvilket inkluderer Den kloge mand (1937), Genboerne (1939), Elly Petersen (1944), Dorte (1951), Rekrut 67 Petersen (1952), Farlig ungdom (1953), Far til fire og onkel Sofus (1957), Charles' tante (1959), Det er ikke appelsiner - det er heste (1967), Midt i en jazztid (1969), Mafiaen - det er osse mig! (1974), Hopla på sengekanten (1976), Walter og Carlo - yes, det er far (1986), Brødrene Mortensens Jul (1998) og Olsen-banden Junior (2001).
I Det var paa Rundetaarn fra 1955 er bygningen stedet, hvor filmens hovedpersoner i klimaks mødes og skurken forsøger at stjæle pengene, der er omdrejningspunkt for filmen.
I 1968 udkom børnebogen Da yggenykkerne stjal Rundetårn (ISBN 87-590-2355-4) skrevet af Jørn Birkeholm. Historien handler om nogle grønne trebenede fugle, der stjæler Rundetårn ved at save det over. En bager, som har set det og fortæller det til politiet, bliver anholdt for tyveriet. Til sidst køber byen tårnet tilbage for en pose småkager.

## Rundetårn med kuppel
I forbindelse med fejringen af 150-års jubilæet for diplomatiske forbindelser mellem Japan og Danmark skulle Rundetårn indgå i en kunstinstallation projekteret af den japanske kunstner Tadashi Kawamata. Bygningen skulle udsmykkes med trækuppel og et træskur i ca. 30 meters højde uden på Rundetårn. Tadashi Kawamata havde skitseret kuplen som en åben konstruktion med udsyn til himlen. Derudover skulle Rundetårns sneglegang fra stentrappen, der fører op til udsigtsplatformen, udstyres med en 130 meter lang rutchebane, der snoede sig 7½ gang rundt om tårnets kerne. Installationen skulle åbne 25. november 2017 og være åben for publikum til den 10. januar 2018, men projektet blev aldrig til virkelighed.